# Eluveitie
Eluveitie (произносится как Эл-вэй-ти МФА: /ɛlveɪti/) — фолк-метал-группа из Швейцарии. Их музыку можно охарактеризовать как «кельтский фолк-метал, смешанный с мелодичным дэт-металом». Группа образовалась в 2002 году, а их мини-альбом Vên вышел в октябре 2003. Затем группа выпустила в свет полную версию этого альбома — Spirit. В ноябре 2007 года Eluveitie стали сотрудничать с Nuclear Blast. Первый альбом на этом лейбле, Slania, вышел в феврале 2008 года. Альбом ушёл из хит-парадов, находясь на 35-й строчке в чартах Швейцарии и под номером 98 в Германии.
Группа активно использует в своём творчестве народные музыкальные инструменты. Многие тексты их песен написаны на мёртвом галльском языке. Eluveitie — это название племени гельветов на этрусском языке.

## История группы
Группа была создана зимой 2001—2002 года Кристианом «Кригелем» Гланцманном как студийный проект. Особенность проекта заключалась в том, что разные песни записывались с разными участниками. В октябре следующего года вышел мини-альбом Vên (с галльского переводится как «Дикая радость»). После массы одобрительных отзывов Кригель решил создать настоящую группу вместо студийного проекта. Он созвал ещё 9 участников, создав таким образом коллектив из 10 человек.
С самого начала группы на официальном сайте сообщили, что «Eluveitie считают себя группой, нейтрально относящейся к политике и к религии». Спустя недолгое время Eluveitie подписали контракт с голландской звукозаписывающей компанией Fear Dark и в 2004 году выпустили перезаписанный альбом Vên. Группа выступала на таких мероприятиях, как Fear Dark Festivals, а также в поддержку групп Korpiklaani и Cruachan. В итоге группа занимала всё время её участников, поэтому 7 из 10 музыкантов покинули коллектив, оставив Кристиана Гланцманна, Севана Кирдера и Мери Тадич продолжать дело с новыми людьми. Было приглашено 6 исполнителей, включая брата Севана Рафи, играющего на бас-гитаре, и в итоге в группе стало 9 участников.
В начале 2006 года состав группы вновь претерпел изменения. Анна Мёрфи сменила Сару Кинер, и группа решила, что больше не нуждается в скрипачке Линде Саттер. В группе осталось 8 человек.
Во второй четверти 2006 года под лейблом Fear Dark вышел новый альбом Eluveitie, озаглавленный Spirit, а в сентябре этого же года группа отправилась в тур по Европе с немецким коллективом Odroerir. В конце 2006 года Eluveitie подписали контракт с немецкой звукозаписывающей студией Twilight Records. В начале 2007 они играли на Ragnarök Festival.
В 2006 году, по случаю 15-летия немецко-исландского исполнителя Falkenbach'a (Вратьяса Вакьяса) ограниченным тиражом был выпущен их альбом-трибьют. Он включал в себя кавер на песню Вратьяса «Vanadis».
В ноябре 2007 группа подписала контракт с лейблом Nuclear Blast. Их новый альбом Slania (женское имя, которое Кригель однажды видел на надгробии 2500-летней давности), вышел 15 февраля 2008 года.
4 июня 2008 братья Рафи и Севан Кирдер опубликовали на своих страницах в MySpace, что они покинут группу после концерта на Metal Camp Open Air 8 июля 2008 в Словении.
О новом проекте Eluveitie — Evocation — группа сообщила в 2008, заявив о намерении выпустить 2-дисковый альбом с акустикой. Кригель заявил, что, несмотря на то, что альбом акустический, стилем он будет напоминать многие предыдущие работы группы, например, останется гроулинговый вокал. Первая часть альбома Evocation I: The Arcane Dominion должна была выйти в апреле 2009.
17 апреля на Nuclear Blast Records вышел полностью акустический альбом Eluveitie Evocation I: The Arcane Dominion. Тексты песен написаны исключительно на галльском языке (восстановленном настолько, насколько это возможно). Следует заметить, что Evocation I — экспериментальный проект, и следующий номерной альбом Eluveitie снова в жанре метала.
В 2010 году на Nuclear Blast Records вышел следующий альбом Eluveitie Everything Remains (As It Never Was). На песню «Thousandfold» был снят клип.
Новый альбом Helvetios вышел 10 февраля 2012 года на лейбле Nuclear Blast. Диск был записан в студии New Sound в городе Пфаффикон недалеко от Цюриха с продюсером Томми Веттерли.
Следующий альбом, Origins, вышел 1 августа 2014 года, на лейбле Nuclear Blast. При этом весь альбом был выложен в сеть участниками группы ещё 30 июля.
5 мая 2016 года трое участников группы — Анна Мёрфи, Мерлин Суттер и Иво Хенци — объявили о своём уходе в связи с личными разногласиями с остальными музыкантами. Позднее было объявлено, что ушедшие участники сформируют новую группу Cellar Darling. Часть оставшихся концертов (вплоть до выступления в Нидерландах 5 июня) Eluveitie отыграет в прежнем составе.
12 июля 2016 года Eluveitie заявили, что женские вокальные партии на живых выступлениях будет исполнять экс-солистка группы Leaves' Eyes Лив Кристин. Первый концерт с её участием прошёл на фестивале Masters of Rock в Чехии 16 июля.
В начале 2017 года был объявлен новый состав группы.
5 апреля 2019 года группа выпустила альбом Ategnatos.

## Участники группы

### Текущий состав
- Кристиан «Кригель» Гланцманн — экстремальный вокал, вистл, мандола, волынка, боуран (с 2002 года)
- Фабьенн Эрни — вокал, кельтская арфа, мандола (с 2017 года)
- Рафаэль Зальцманн — соло-гитара (с 2012 года)
- Николь Анспергер — народная скрипка, бэк-вокал (2013—2015, с 2016 года)
- Маттео Систи — вистл, волынка, мандола (с 2014 года)
- Йонас Вольф — ритм-гитара (с 2016 года)
- Ален Акерман — ударные (с 2016 года)
- Кай Брем — бас-гитара (с 2008 года)
- Анни Ридигер — колёсная лира (с 2022)

### Бывшие участники
- Мерлин Суттер — ударные (2004—2016)
- Иво Хенци — ритм-гитара (2004—2016)
- Патрик «Пэде» Кистлер — волынка, вистлы (2008—2014)
- Мери Тадич — скрипка, бэк-вокал (2003—2013)
- Симеон Кох — соло-гитара, бэк-вокал (2004—2012)
- Шир-Ран Йинон — скрипка, бэк-вокал (2015—2016)
- Севан Кирдер — волынка, флейта, вистлы, бэк-вокал (2003—2008)
- Рафи Кирдер — бас-гитара, бэк-вокал (2003—2008)
- Северин Биндер — флейта, волынка, бэк-вокал (2004—2006)
- Линда Зутер — скрипка, вокал, бэк-вокал (2003—2004)
- Сара Кинер — колёсная лира, крумгорн, швейцарский аккордеон, бэк-вокал (2005—2006, приглашённый музыкант в 2009)
- Дани Фюрер — соло-гитара (2003—2004)
- Диде Марфурт — колёсная лира, волынка (2003—2004)
- Джан Альбертин — бас-гитара, вокал, бэк-вокал, звуковые эффекты (2003—2004)
- Дарио Хофштеттер — ударные (2003—2004)
- Ив Трибелхорн — ритм-гитара (2003—2004)
- Филипп Рейнманн — ирландский бузуки (2003—2004)
- Матту Акерман — скрипка (2003—2004)
- Анна Мёрфи — колёсная лира, вокал (2006—2016)
- Михалина Малиш — колёсная лира (2017—2022)

### Приглашённые исполнители
- Фреди Шнайдер — молоточковый дульцимер (2009, 2011)
- Мина Фиддлер — альт (2009)
- Оливер Са Тур — ирландский бузуки (2009)
- Алан Аверилл — вокал (2009)
- Торбьорн «Тебон» Шей — вокал (2010)
- Брендан Уэйд — ирландская волынка (2010)
- Даннии Янг — голос (2010)
- Терьи Скибенас — гитара (2008)

## Дискография
Студийные альбомы
- Vên (2003) (самоиздание)
- Spirit (2006)
- Slania (2008)
- Evocation I – The Arcane Dominion (2009)
- Everything Remains (As It Never Was) (2010)
- Helvetios (2012)
- Origins (2014)
- Evocation II – Pantheon (2017)
- Ategnatos (2019)
- Ànv (2025)[9]

Концертные альбомы
- Live @ Metalcamp 2008[нем.] (2008)
- Live on Tour[нем.] (2012)
- Live at Masters of Rock (2019)[10]

Клипы
- «Of Fire, Wind & Wisdom» (2006)
- «Inis Mona» (2008)
- «Omnos» (2009)
- «Thousandfold» (2009)
- «A Rose For Epona» (2012)
- «Havoc» (2012)
- «King» (2014)
- «The Call of the Mountains» (2014)
- «Epona» (2017)
- «Rebirth» (2017)
- «Ategnatos» (2019)
- «Ambiramus» (2019)
- «The Prodigal Ones» (2025)